# Inscripciones latinas de Ibahernando
El conjunto de inscripciones latinas de Ibahernando se compone en la actualidad de algo más de cincuenta lápidas romanas descubiertas en las proximidades de este municipio de la provincia de Cáceres, comunidad autónoma de Extremadura, de las que una veintena —la mayoría desde 1902— se custodian en el Museo Provincial, lo que la convierte en la población que más piezas de esta clase ha aportado a sus fondos.
Los lugares donde se producen los hallazgos son casi siempre los mismos: el área de Las Mezquitas-Santa María de la Jara-Astorganos (en el límite con los términos municipales de Santa Ana y Robledillo de Trujillo), la que más testimonios arqueológicos ha venido proporcionando; la zona de las Magasquillas, al NE del casco urbano; y, en menor medida, Los Tesoritos, El Tejadillo, La Higueruela y la calle del Agua.
Tan elevado número de restos epigráficos latinos prueban la intensa romanización del denominado «Campo de los Norbanos», profundamente vinculado a la calzada ab Εmerita Caesaraugusta, coincidente en muchos tramos con la actual N-V entre las poblaciones de Mérida y Trujillo.

## Estela de Alluquio
Sobresale entre estos una estela funeraria de las denominadas «del suroeste», con cabecera irregular de un guerrero, de granito oscuro de gran dureza (161 x 50 x 31 cm), decorada con lanza larga de hoja ensanchada y escudo con dos círculos concéntricos en la parte central con escotadura en V en el lado izquierdo y abrazadera en forma de Y horizontal.
Aparecen ocho clavos distribuidos de tres en tres entre ambos círculos y dos en el central. Mide 35 cm. Espada muy realista grabada debajo del escudo en posición inclinada. La hoja es recta, ancha y terminada en punta. La empuñadura presenta gavilanes como cruceta algo curvos hacia la hoja y se halla rematada con apéndices en el pomo.
Como era habitual, no se realizaron labores previas de preparación y alisado del soporte; simplemente, se escogió la cara más favorable, que fue decorada con los elementos más representativos de la panoplia de un guerrero.
Según Carlos Callejo, llevaba varios años sirviendo de dintel de la ventana de un pajar de Ibahernando. En 1961, fue trasladada por el propio investigador al museo. Está datada en la Edad del Bronce Final (IX-VIII a. C.), siendo reutilizada en época romana como ara funeraria, grabándose sobre la lanza y parte del escudo el siguiente texto enmarcado por líneas horizontales:
ALLVQVIV(S)

PROTAEIDI F(ILIVS)

HECE SITVS
«Alluquio, hijo de Protaeido, aquí yace».
Alluquio es un nombre indígena cuyos testimonios se distribuyen exclusivamente por Lusitania y, en particular, por la actual provincia de Cáceres. Protaeido es un caso único en la epigrafía peninsular.

## Dedicación a la Diosa
En 1962, aparece en la Magasquilla de los Donaire un ara votiva (siglo I d. C.) muy toscamente labrada en un bloque trapezoidal de granito (75 x 36 x 28 cm). De la cabecera solo se aprecian dos incipientes cornua sin ningún tipo de decoración adicional. Ingresó en el museo ese mismo año:
LOVCIN 

VS CILI F(ILIVS) 

A(RAM) POSVI 

T DEIAE 

L(…) COVT(IVS) 

INP(ENSA) (SVA) F(ECIT)
«Lucino, hijo de Cilo, puso esta ara a la Diosa. L(…) Cutio lo hizo con su dinero».

## Otras

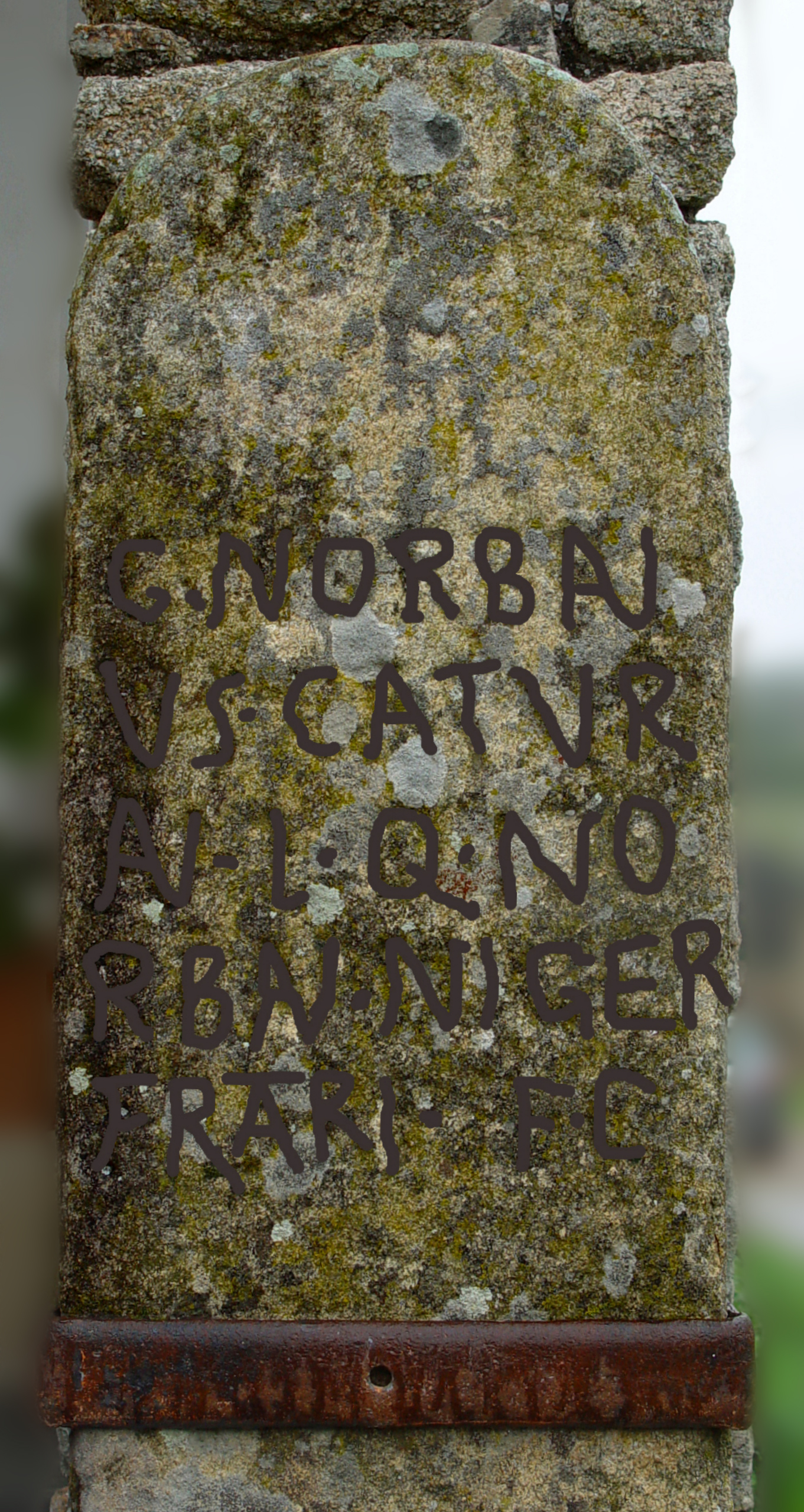
«Gayo Norbano Catur, de 50 años, (aquí yace). Quinto Norbano Níger procuró hacerlo para su hermano».

Estela funeraria de granito (147 x 41 x 20 cm) con cabecera semicircular. Hallada en la Cañada de la Lancha, se utiliza en la actualidad como elemento decorativo en una vivienda de la zona:
G(AIVS) NORBAN

VS CATVR

AN(NORVM) L Q(VINTVS) NO

RBAN(VS) NΙGER

FRATRI F(ACIENDVM) C(VRAVIT) 

«Gayo Norbano Catur, de 50 años, (aquí yace). Quinto Norbano Níger procuró hacerlo para su hermano».
La relativa frecuencia del cognomen Norbano («de piel un tanto oscura») en la epigrafía de la zona al menos desde tiempos altoimperiales, lleva a la mayoría de los investigados a hablar del «Campo de los Norbanos» como denominación más correcta del territorio, administrativamente dependiente de la colonia Norba Caesarina.
Estela funeraria de granito (180 x 29 x 13  cm) con cabecera redondeada decorada con creciente lunar inciso. Descubierta en los Quintos de San Pedro, se conserva en el patio de la casa de Manuel Amarilla en Ibahernando:
P(VBLIVS) PETRO

NIVS F

IRMANVS

AN(NORVM) XVI H(IC)

S(ITVS) E(ST) S(IT) T(IBI)

T(ERRA) L(EVIS)
«Publio Petronio Firmano, de 16 años, aquí yace. Séate la tierra leve».
Estela funeraria de granito (75 x 48 x ? cm) con cabecera semicircular decorada con creciente lunar. Descubierta hacia 1904 en las inmediaciones de la ermita de Santa María de la Jara, se halla en la última grada de acceso al presbiterio:
CAECILIA

ARANT

A MVN

TANI F(ILIA)

HIC E(ST) S(IT) T(IBI) T(ERRA) L(EVIS)

AN(NORVM) XX
«Cecilia Aranta, hija de Montano, de 20 años, aquí yace. Séate la tierra leve».
Estela de granito (0,77 x 0,30 x 0,15 cm). Forma parte de un escalón de la casa de José Cerca Martínez en la Plaza del Sol de Ibahernando:
(S)ANGENV

(S) CONCE(L)

TI F(ILIVS) AN(NORVM)

XXXV

(HIC) S(ITVS) S(IT) T(IBI) T(ERRA) L(EVIS)

«Sangeno, hijo de Conceltio, de 35 años, aquí yace. Séate la tierra leve».
Estela funeraria de granito (42 x 42 x 20 cm) rota por su parte inferior; utilizada de abrevadero en el patio de una casa de Ibahernando:
COVTIVS

COVCICOR

VM AN(NORVM) 

L H(IC) (…)
«Cutio, (de la gentilidad de los) Cucicoros, de 50 años, aquí (…)»
Cabe reseñar por último un cipo funerario reutilizado al menos desde el siglo XVII como base o peana de la pila bautismal de la parroquia. Su texto es el siguiente:
(…)

AM(M)AL(L)OBRI

GE(N)SES CIPPVM

PECVNO AEL(O)

FI(LIO) (…)
«(…) (de la gentilidad de los) Amallobrigenses, para su hijo Pecuno Aelo, este cipo (…)»